# گیسوبران

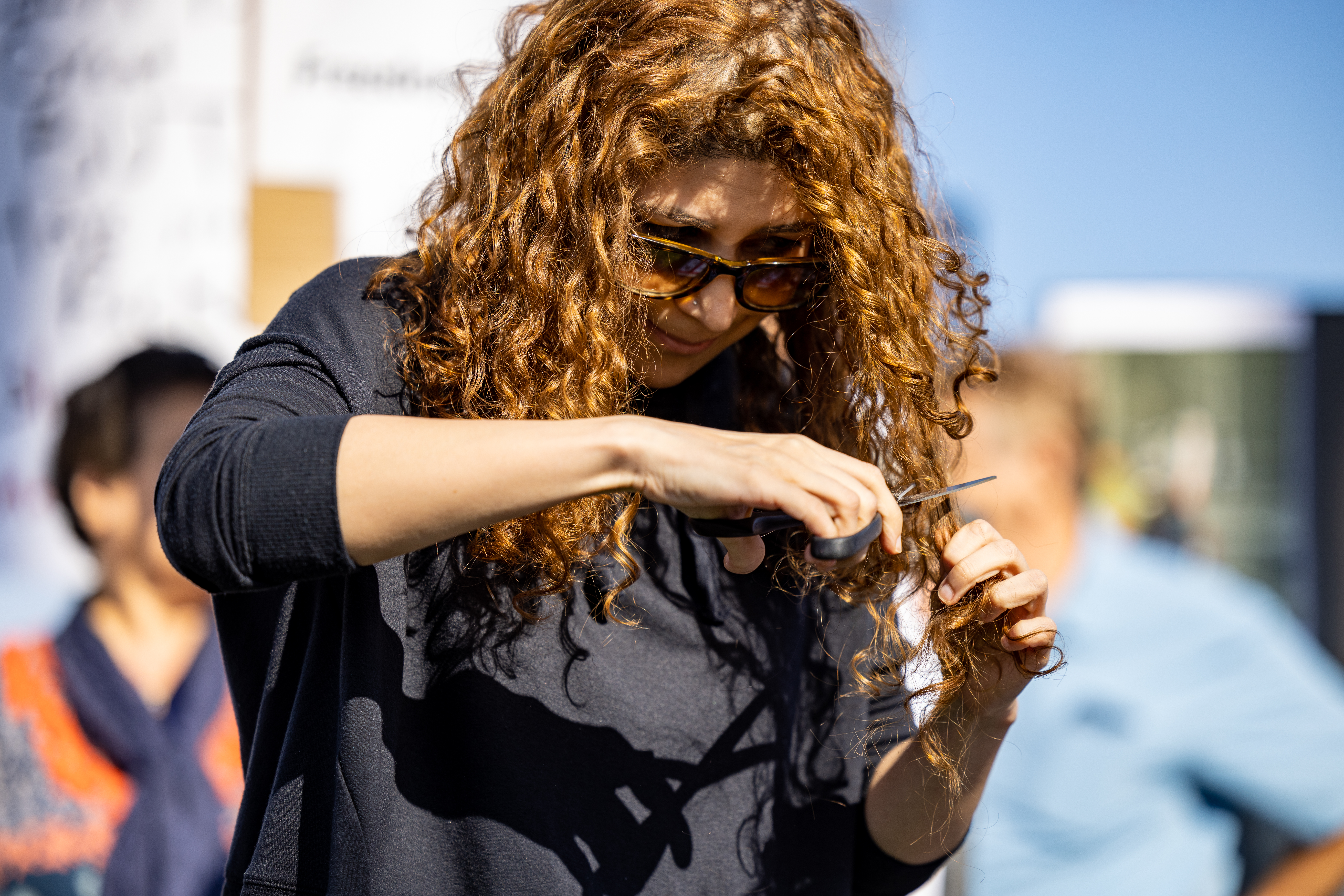
گیسوبران، تجمع اعتراضی، ۱ اکتبر ۲۰۲۲

گیسوبُران، زُلف گشودن یا بریدن مو و گیسو از جمله آیین‌های سوگواری در فرهنگ ایرانی و ملت‌های مختلف است. این آیین از رسوم دیرینه ایرانیان باستان می‌باشد که حالتی غم‌انگیز و احساسی به سوگواری می‌دهد. در شاهنامه فردوسی نیز پس از کشته‌شدن سیاوش، همسرش فرنگیس و دخترانی دیگر به نشانه سوگواری و در اعتراض به ناعدالتی موهای خود را می‌برند. بی‌بی‌سی، زنانِ گیسوبُرِ ایران در جریانِ خیزش ۱۴۰۱ ایران را جزو ۱۰۰زنِ سالِ ۲۰۲۲ میلادی برشمرد.

## در اسطوره‌های میان رودان و ایران باستان
در آیین‌ها و اسطوره‌های باستان ایزدبانوی مادر، سرور آسمان و طبیعت و نماد باران و باروری تلقی می‌شد. شواهد نشان می‌دهد که زنان در مراسم سوگواری موی خویش که نماد باران و باروری بود را کوتاه می‌کردند. از قدیمی‌ترین آثار بازتاب دهنده این آیین در سوگ‌نامه گیلگمش بر انکیدو ثبت شده‌است. در این نوشته گیلگمش پس از مرگ یار نزدیک خود موهایش را می‌برد و می‌گوید: «دستور می‌دهم تا همه مردم اورک برتو بگریند و مویه مرگ سر دهند، مردم از اندوه سر خود را فرود خواهند آورد و آن هنگام که به زیر خاک روی، برای تو موهایم را بلند خواهم کرد.»
هرودوت تاریخ‌نگار یونانی ذکر می‌کند که در نبرد پلاته به سال ۴۷۹ پیش از میلاد، لشکر ایرانیان پس از با خبر شدن از مرگ سردار نامی خود، ماسیس‌تیوس، دچار اندوه بزرگی شدند و به نشان سوگواری موهای خود را چیدند.

## در ادبیات فارسی
آثار این سنت باستانی در ادبیات شاعران ایرانی نیز راه یافته‌است.
- فردوسی: به اجرای آیین کهن بریدن گیسو در سوگ سیاوش در شاهنامه اشاره شده‌است. گیسو بریدن یکی از آداب دیرینه ایرانیان است که در شاهنامه فردوسی در سوگ پهلوانان آمده‌است. در مرگ سیاوش، فرنگیس همسر او، در آیینی گیسوان خود را می‌برد.[۹][۱۰]

| همه بندگان موی کردند باز    |  | فرنگیس مشکین کمند دراز    |
| برید و میان را به گیسو ببست |  | به فندق گل ارغوان را بخست |

- حافظ:[۱۱]

| گیسوی چنگ بِبُرّید به مرگِ مِیِ ناب |  | تا حریفان همه خون از مژه‌ها بگشایند |

- خاقانی:[۱۲]

| گیسوی چنگ و رگ بازوی بر بط ببرید |  | گریه از چشم نی تیز نگر بگشایید |

- سلمان ساوجی:[۱۳]

| ای صبح‌دم، چه شد که گریبان دریده‌ای |  | وی شب، چه حالت است که گیسو بریده‌ای |
| ای پرچم، از برای چه مو باز کرده‌ای |  | وی سنجق، از عزای که گیسو بریده‌ای   |

سیمین دانشور در داستان «سووشون» به درخت گیسو اشاره کرده‌است: «زری احساس می‌کند پلک‌هایش داغ شده، نزدیک است دست در گردن زن میان‌سال بیندازد و همپای او گریه کند اما دیگر به درخت گیسو رسیده‌اند. (..) زری بلند شد و نشست و گفت: زیر درخت گیسو ایستاده بودم و برای سیاوش گریه می‌کردم. حیف که من گیس ندارم وگرنه گیسم را می‌بریدم و مثل آن‌های دیگر به درخت آویزان می‌کردم.»
سیمین دانشور دربارهٔ درخت گیسو چنین می‌نویسند «درخت گیسو در تمام گرمسیر معروف است. اول بار که درخت گیسو را دیدم، از دور خیال کردم درخت مراد است. نزدیک که رفتم دیدم گیس‌های بافته شده به درخت آویزان کرده‌اند؛ گیس‌های زن‌های جوانی که شوهرهایشان جوان‌مرگ شده بود.»

## در فرهنگ اقوام ایرانی
آیین گیسوبران در میان برخی از اقوام ایرانی مانند بختیاری‌ها، مردم کرد، مردم لر و مردم لک همچنان رواج دارد. در فرهنگ مشترک مردم کرد و لر زنان در سوگ عزیزان از دست رفته، روی خود را می‌خراشند و گیسوی خود را بریده و به دور دست خود می‌پیچند.
همچنین سنت موی پریشان کردن در میان کُردها و لُرها مرسوم است که طی آن زنان موی خود را پریشان کرده و بر سر و صورت خود می‌کوبند و به خراشیدن صورت خود می‌پردازند.
در بیتی فولکلور به زبان لری (لکی) به آیین گیسوبران اشاره شده‌است:
| سواروُ‌ها یان تو نیسی د واشو |  | دخترو گیس بوورِن، روون وا نهاشو |

(به فارسی: سواران دارند می‌آیند و تو همراهشان نیستی (کشته شده‌ای)، دخترها گیس ببرند، بروند به پیشوازشان)
همچنین در آیین چمر که در میان مردم استان‌های کرمانشاه، ایلام و لرستان رواج دارد، در بخشی از مراسم به هنگام نزدیک شدن اسب آراسته به سیاه‌چادر، زنان به زاری پرداخته و گیسوی خود را پریشان می‌کنند.
مراسم چمر در مناطق لک نشین همچنین با بریدن گیسو توسط زنان همراه است که آن را یا به دور مچ خود یا به زین اسب متوفی می‌پیچند و بر آن گریه می‌کنند. نجم‌الدین گیلانی و آذرنوش گیلانی تفسیر خاصی از این رسم ارائه می‌دهند و معتقد هستند که مو نمادی از گیاه است و عمل بریدن آن نیز این معنا را دارد که زن از آسمان درخواست می‌کند تا همچون گریهٔ او بر گیسو (گیاه) بر زمین ببارد و متوفی را همچون گیاهی از نو برویاند.
در میان کُردها به این رسم گیسبڕین می‌گویند که به معنای «گیس‌بران» است.

## در سفرنامه‌ها
راولینسون در سفرنامهٔ خود که با عنوان گذر از زهاب به خوزستان به فارسی منتشر شده‌است، به این مراسم اشاره کرده‌است، او در محلی که آن را به عنوان جلگهٔ شیروان معرفی می‌کند، با یک گورستان مواجه می‌شود که در این گورستان ستونی توجه او را به خود جلب می‌کند: «... من دربارهٔ یکی از این ستون‌ها که فرم بلند و زیبا و همچنین تازگی بنای آن توجه‌ام را به خود جلب نموده بود از یک کشاورز سؤال کردم، او گفت: یکی از خوانین پشتکوه با دختر یکی از توشمال‌ها [کدخدا] نامزد شده بود و زمانیکه برای برگزاری مراسم عروسی می‌آمد دربین راه مریض شد و پیش از اینکه به اردوگاه عروس برسد درگذشت. دوشیزه این بنای یادبود را برایش احداث نمود و به نشانهٔ اندوه گیسوان خویش را برید و آن‌ها را دراطراف این ستون آویزان کرد. تمام ستون از طره‌های زنان آراسته شده بود ومن دریافتم که دربین ایلات لر رسم بر این است که هرگاه رئیسی فوت کند خویشاوندان نزدیک به او گیسوان خودرا می‌برند و به صورت تاجی از گل بافته و بر سرمقبرهٔ او آویزان می‌کنند.»

## گیسوبران پس از مرگ مهسا امینی

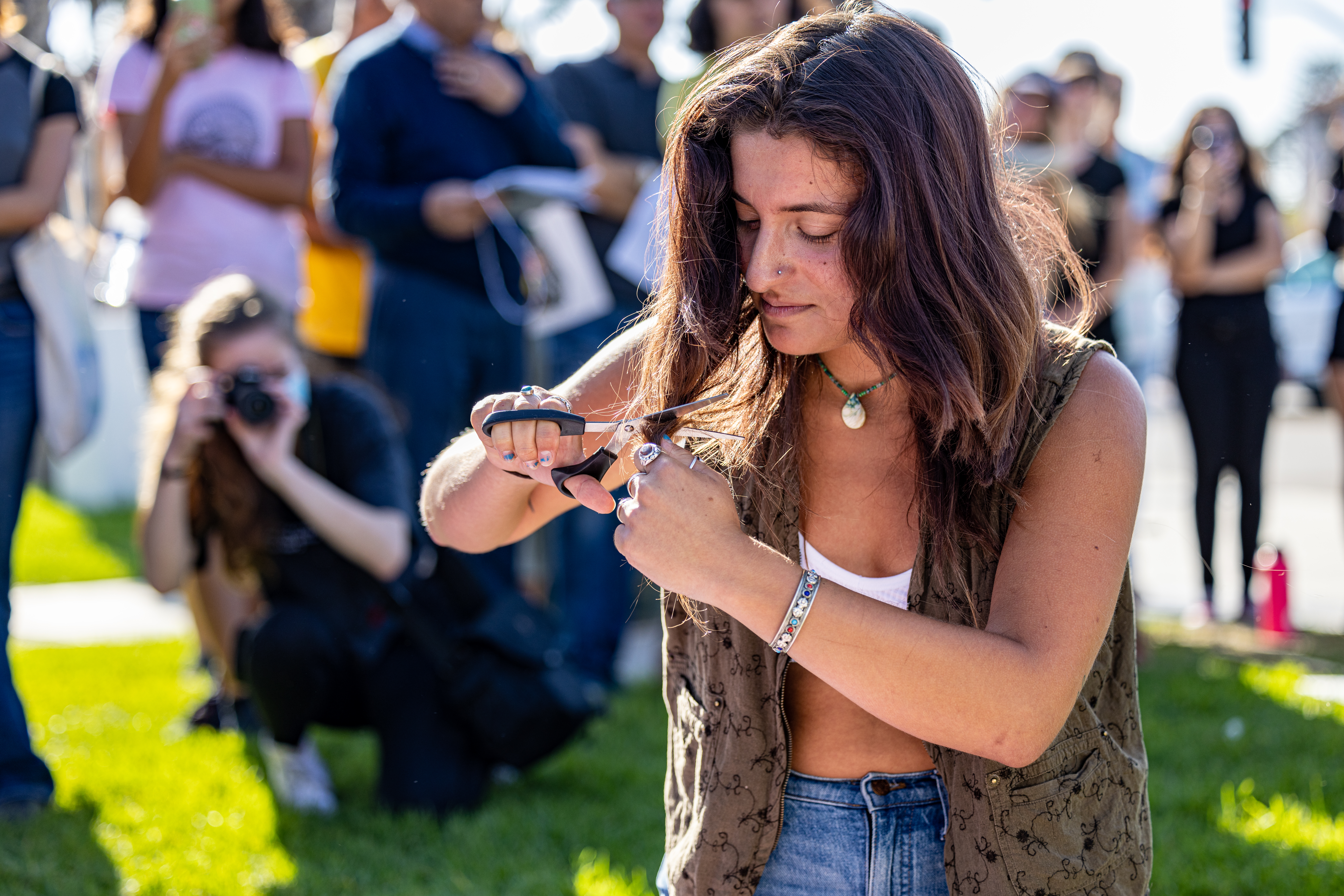
گیسوبران در تجمع اعتراضی پس از کشته شدن مهسا امینی، سانتا باربارا، کالیفرنیا

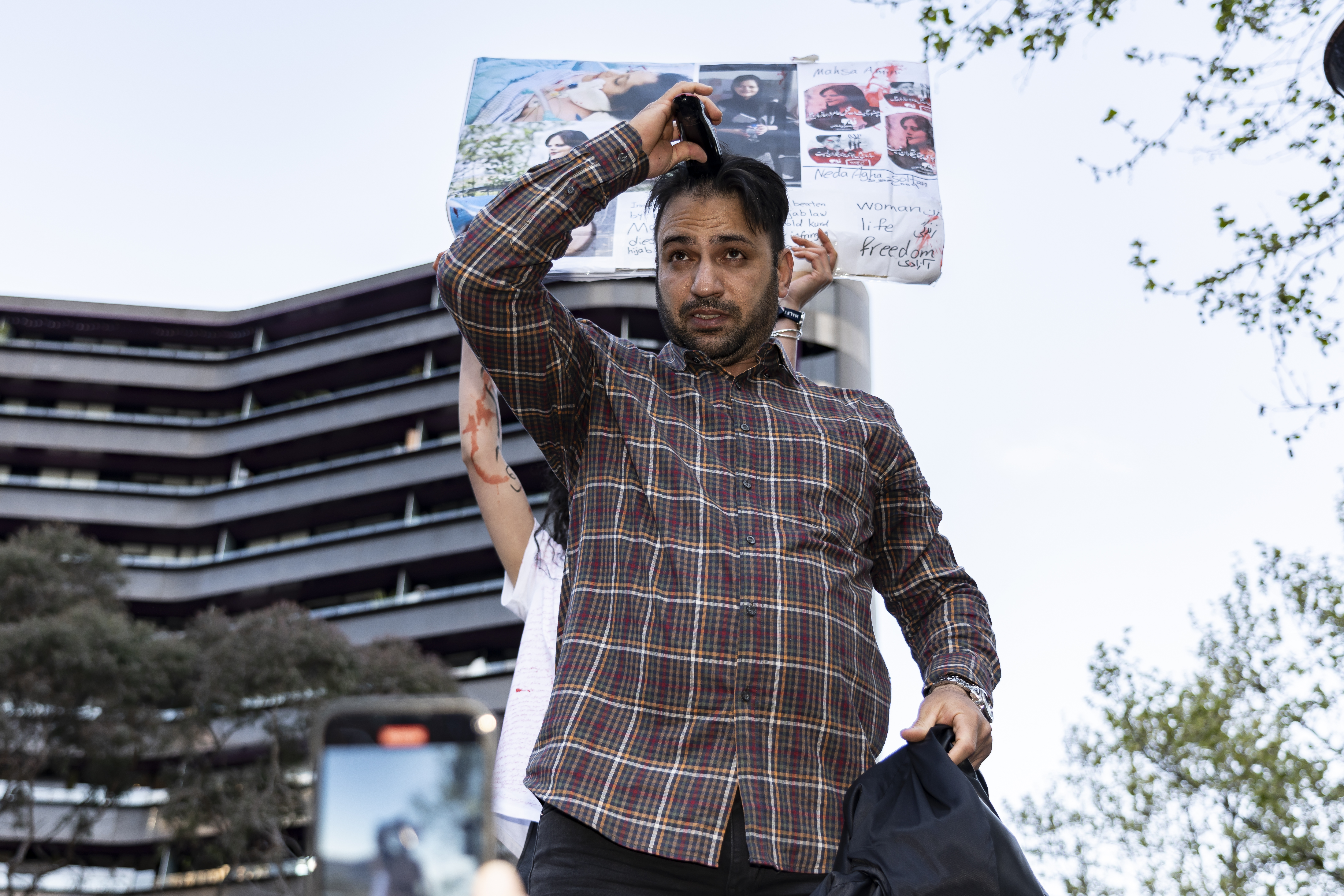
در تجمع اعتراضی پس از کشته شدن مهسا امینی، ملبورن

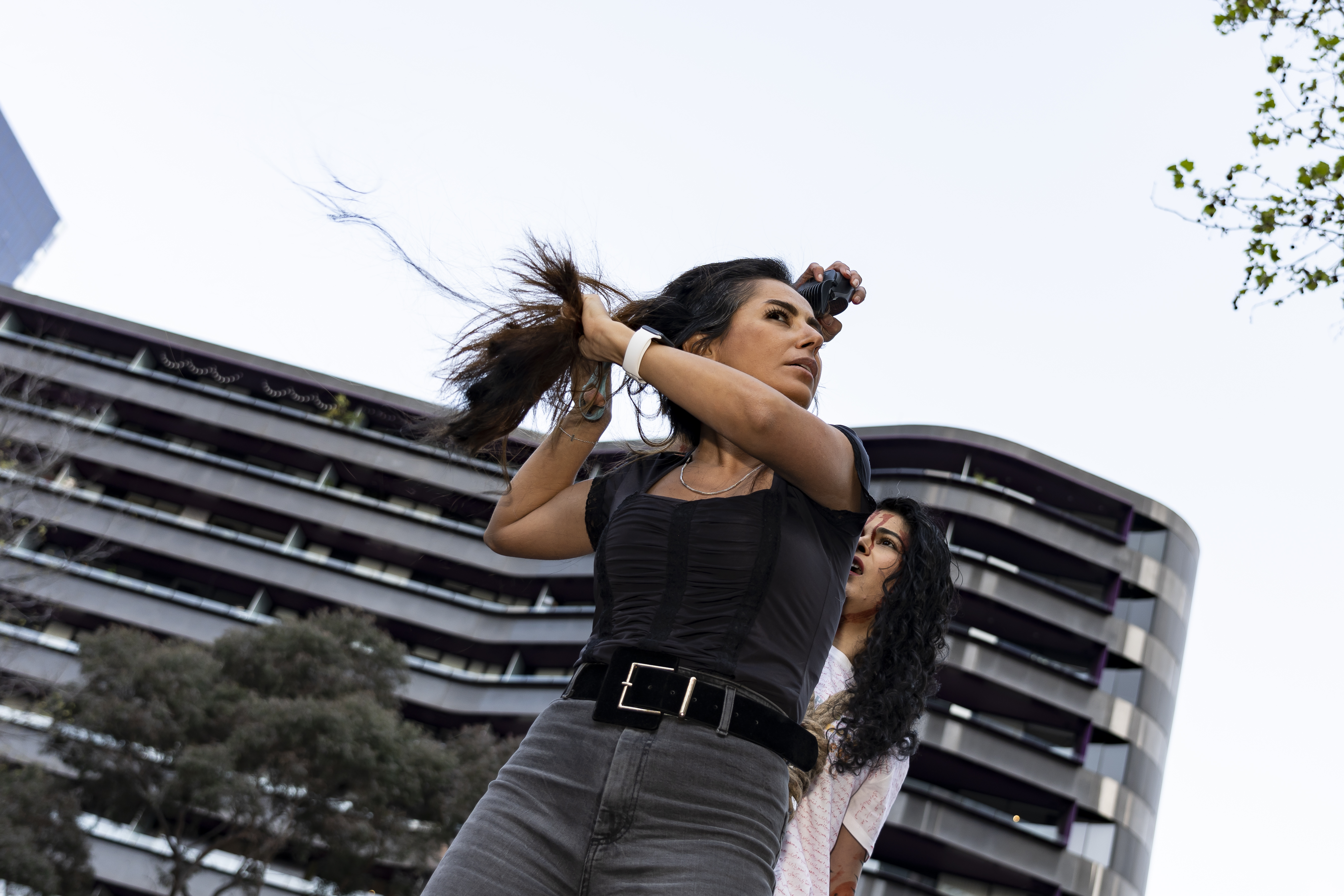
ملبورن

در خیزش ۱۴۰۱ ایران شماری از زنان ایرانی، در حرکتی نمادین در اعتراض به مرگ ژینا امینی پس بازداشت توسط گشت حجاب اجباری موهای خود را کوتاه کردند.برخی از شخصیت‌ها به این حرکت واکنش داده یا در آن نیز شرکت کردند. بریدن مو هنگام عزا در میان بعضی از اقوام ایران از جمله لرها نشانه سوگواری است؛ آیینی که اکنون به روایت برخی از معترضان، به نمادی برای نشان دادن خشم تبدیل شده‌است. همگام با زنان تعدادی از مردان ایرانی نیز در پیوستن به این کمپین نمادین موهای خود را از ته تراشیده‌اند.
- آناهیتا همتی: ویدیویی با شرح «برای ژینای ایران» منتشر کرد و موهای تراشیده شده خود را روی زمین ریخت.
- دریا صفایی: زنان ایرانی در اعتراض به کشته شدن مهسا امینی توسط پلیس حجاب، خشم خود را با کوتاه کردن موهای خود و سوزاندن حجاب نشان می‌دهند. آنها از رژیم اسلامی به ستوه آمده‌اند.
- زبیر نیک نفس هافبک سنندجی تیم فوتبال استقلال تهران: در اقدامی اعتراضی موهای سر خود را تراشید.[۳۴]
- آبان عسکری بازیگر، با عذرخواهی از این که در کارهایش «حجاب دروغین» بر سر می‌کرد، روسری از سر برداشت و با پیوستن به کارزار «گیسوبران» موهایش را قیچی کرد و گفت که از جمهوری اسلامی «سلب تابعیت» می‌کند.[۳۵]

### بازتاب جهانی
- زنان در فرانسه: ژولیت بینوش، هنرپیشه فرانسوی به همراه ده‌ها هنرپیشه و خواننده سرشناس فرانسوی در حمایت از مردم ایران موهای خود را قیچی کردند. وی با انتشار ویدئویی از قیچی کردن موی خود و این بازیگران در حساب اینستاگرامش نوشت: «در همبستگی، برای حق آزادی برای زنان و مردان ایرانی.» ایزابل آجانی، جین بیرکین، شارلوت گینزبورگ، ایزابل هوپر، ایزابل کاره، باربارا پراوی، ژولی گایه و آنژل از جمله هنرمندانی هستند که در این ویدئو همراه با تعدادی از فعالان حقوق زنان حضور دارند.[۳۶][۳۷][۳۸][۳۹][۴۰][۴۱]
- زنان در ایتالیا: در ایتالیا کارزاری راه‌اندازی شده که زنان در آن موهایشان را می‌بُرند و برای حمایت از زنان ایرانی و به نشانه اعتراض به سفارت جمهوری اسلامی در رُم می‌فرستند.[۴۲][۴۳]
- زنان در سوریه: زنان کرد سوری در اعتراض به جان‌باختن مهسا امینی موهای خود را قیچی کرده و روسری‌ها را سوزاندند.[۴۴][۴۵]
- جی. کی. رولینگ: با حمایت از این حرکت و استفاده از هشتگ «مهسا امینی»، در توییتر نوشت: «شجاعت واقعی این است!»[۲۹]
- عبیر السهلانی: نماینده سوئد در پارلمان اروپا، هنگام سخنرانی در مجمع اتحادیه اروپا، برای همبستگی با اعتراضات در ایران مویش را کوتاه کرد.[۴۶][۴۱][۲۶][۴۷]
- ملک موسو: خواننده و هنرمند اهل ترکیه در حین اجرای کنسرت، موهای خود را در حمایت از زنان ایران قیچی کرد. او گفت: «کنسرت امشب را برای زنان همه جای زنان اجرا می‌کنم. هیچ‌کس نمی‌تواند آزادی ما را از دستمان بگیرد.»[۴۵]زنان در ایتالیا: در ایتالیا کارزاری راه‌اندازی شده که زنان در آن موهایشان را می‌بُرند و برای حمایت از زنان ایرانی و به نشانه اعتراض به سفارت جمهوری اسلامی در رُم می‌فرستند.[۴۸]
- الکساندرو پالمبو (AleXsandro Palombo)، هنرمند ایتالیایی کاراکتر مارج سیمپسون را با موهای کوتاه شده روی دیوار مقابل کنسولگری ایران در میلان نقاشی کرد.[۴۹][۵۰]
- در ایتالیا بازدیدکنندگان از موزه ملی هنر‌های سده ۲۱، مرکز ملی هنر و معماری معاصر در رم دسته‌هایی از موهای خود را بریدند و به عنوان نمادی از همبستگی با زنان ایرانی در جعبه‌ای گذاشتند تا به سفارت ایران در رم تحویل داده شود. جیوانا ملاندری، رئیس موزه در این باره گفت: «آنها باید بدانند که تنها نیستند. آنها باید بدانند که آنچه می‌خواهند، که حقوق اولیه بشر است».[۴۷]
- دریا صفایی و حجه لحبیب، وزیر امور خارجه بلژیک، در حمایت از مردم ایران موهای خود را بریدند.
- وزیر دادگستری و امنیت هلند، در تلویزیون زنده قسمتی از موهای خود را در حمایت از زنان ایران برید.[۵۱]
- آن ایدالگو: آن ایدالگو شهردار پاریس و و تعدادی از فعالان زن، به نشانه اعتراض به مرگ مهسا امینی و همبستگی با زنان ایران، موهایشان را قیچی کردند. شهردار پاریس در گردهمایی که روز ششم اکتبر در این شهر برگزار شد، اعلام کرد که خیابانی در پاریس به نام مهسا امینی نامگذاری خواهد شد. آن ایدالگو در گردهمایی «همبستگی با ایرانیان و مبارزه آن‌ها برای آزادی» همچنین افزود که عنوان «شهروندی افتخاری پس از مرگ» به مهسا امینی اعطا می‌شود. شهرداری پاریس در این مراسم از بنر بزرگی رونمایی کرد که قرار است روی ساختمان شهرداری نصب شود.[۵۲][۵۳][۵۴]